# Change (banda)
Change é um grupo ítalo-americano de pós-disco e outros gêneros formado em Bolonha, Itália, em 1979 pelo empresário e produtor executivo Jacques Fred Petrus (1949–1987) e Mauro Malavasi (nascido em 1957). O grupo foi altamente influenciado pelo lendário grupo de disco Chic. A atual formação do grupo foi recomposta em 2018.

## Discografia

### Álbuns
| 1980                                                                                    | The Glow of Love - Gravadora: Warner Bros. Records, WEA     | 29  | 10 | —  | —  | - EUA: Ouro |
| 1981                                                                                    | Miracles - Gravadora: Atlantic Records, WEA                 | 46  | 9  | —  | —  |             |
| 1982                                                                                    | Sharing Your Love - Gravadora: Atlantic, London Records     | 66  | 14 | —  | —  |             |
| 1983                                                                                    | This Is Your Time - Gravadora: Atlantic, Polydor            | 161 | 34 | —  | —  |             |
| 1984                                                                                    | Change of Heart - Gravadora: Atlantic, WEA                  | 102 | 15 | 24 | 34 |             |
| 1985                                                                                    | Turn on Your Radio - Gravadora: Atlantic, Cooltempo Records | 208 | 64 | —  | 39 |             |
| 2010                                                                                    | Change Your Mind - Gravadora: Fonte Records                 | —   | —  | —  | —  |             |
| 2018                                                                                    | Love 4 Love - Gravadora: ODC Records                        | —   | —  | —  | —  |             |
| "—" denota que a gravação não entrou nas paradas ou não foi lançada naquele território. |                                                             |     |    |    |    |             |

### Coletâneas
- Greatest Hits (1985, Renaissance International)
- The Artists Volume 2 (1985, Street Sounds) (com Luther Vandross, Teddy Pendergrass e Atlantic Starr) UK #45[6]
- Collection (1989, Friends Records)
- Best Of Change (1993, Flarenasch)
- The Very Best of Change (1998, Rhino)
- The Best of Change (2xCD, 2003, One Trybal)
- Album Collection (5xCD, 2006, Fonte Records)
- The Final Collection (2xCD, 2007, Fonte Records)
- Greatest Hits & Essential Tracks (2xCD, 2009, Smith & Co)

### Singles
| 1980                                                                                    | "A Lover's Holiday"                          | 40 | 4  | 1  | —  | 15 | 24 | 14 | The Glow of Love   |
| 1980                                                                                    | "The Glow of Love"                           | —  | 49 | 1  | —  | —  | —  | 14 | The Glow of Love   |
| 1980                                                                                    | "Searching"                                  | —  | 23 | 1  | 22 | —  | —  | 11 | The Glow of Love   |
| 1981                                                                                    | "Paradise"                                   | 80 | 7  | 1  | —  | —  | —  | —  | Miracles           |
| 1981                                                                                    | "Hold Tight"                                 | 89 | 40 | 1  | —  | —  | —  | —  | Miracles           |
| 1981                                                                                    | "Heaven of My Life"                          | —  | —  | 1  | —  | —  | —  | —  | Miracles           |
| 1981                                                                                    | "Stop for Love"                              | —  | —  | —  | —  | —  | —  | —  | Miracles           |
| 1981                                                                                    | "Miracles" (promo)                           | —  | —  | —  | —  | —  | —  | —  | Miracles           |
| 1982                                                                                    | "The Very Best in You"                       | 84 | 16 | 30 | —  | —  | —  | —  | Sharing Your Love  |
| 1982                                                                                    | "Hard Times (It's Gonna Be Alright)" (promo) | —  | 71 | —  | —  | —  | —  | —  | Sharing Your Love  |
| 1982                                                                                    | "Sharing Your Love" (promo)                  | —  | —  | —  | —  | —  | —  | —  | Sharing Your Love  |
| 1982                                                                                    | "Oh What a Night"                            | —  | —  | —  | —  | —  | —  | —  | Sharing Your Love  |
| 1982                                                                                    | "Keep On It"                                 | —  | —  | —  | —  | —  | —  | —  | Sharing Your Love  |
| 1983                                                                                    | "This is Your Time"                          | —  | 33 | 39 | —  | —  | —  | —  | This is Your Time  |
| 1983                                                                                    | "Magical Night"                              | —  | —  | —  | —  | —  | —  | —  | This is Your Time  |
| 1983                                                                                    | "Don't Wait Another Night" (promo)           | —  | 89 | —  | —  | —  | —  | —  | This is Your Time  |
| 1983                                                                                    | "Got to Get Up" (promo)                      | —  | —  | —  | —  | —  | —  | —  | This is Your Time  |
| 1984                                                                                    | "Change of Heart"                            | —  | 7  | 17 | 14 | 17 | —  | 17 | Change of Heart    |
| 1984                                                                                    | "It Burns Me Up" (promo)                     | —  | 61 | —  | —  | —  | —  | —  | Change of Heart    |
| 1984                                                                                    | "You Are My Melody"                          | —  | —  | —  | —  | —  | —  | 48 | Change of Heart    |
| 1984                                                                                    | "Say You Love Me Again"                      | —  | —  | —  | —  | —  | —  | 94 | Change of Heart    |
| 1985                                                                                    | "Let's Go Together"                          | —  | 56 | 33 | —  | 42 | —  | 37 | Turn on Your Radio |
| 1985                                                                                    | "Examination"                                | —  | —  | —  | —  | —  | —  | —  | Turn on Your Radio |
| 1985                                                                                    | "Oh What A Feeling"                          | —  | —  | —  | —  | —  | —  | 56 | Turn on Your Radio |
| 1985                                                                                    | "Mutual Attraction"                          | —  | —  | —  | —  | —  | —  | 60 | Turn on Your Radio |
| "—" denota que a gravação não entrou nas paradas ou não foi lançada naquele território. |                                              |    |    |    |    |    |    |    |                    |